# Neurolaena lobata
La gavilana, capitana, botoncillo salvia cimarrona, retama o sepí (Neurolaena lobata) es una especie de arbusto de la familia Asteraceae que se encuentra en el bosque húmedo y en la vegetación de laderas y riscos, desde México hasta Bolivia y las Guayanas y en las Antillas, a menos de 1.500 m de altitud.

## Descripción
Planta perenne que alcanza entre 1,5 y 3 m de altura. Tallos erectos, muy ramificados. Hojas alternas, lanceoladas, pubescentes, escabrosas, acuminadas en el ápice, estrechadas en la base; las inferiores hasta de 30 cm de longitud por 8 cm de anchura, pecioladas; las superiores mucho más pequeñas, sésiles. Inflorescencias corimbosas paniculadas; corola terminal de 8 cm de ancho, en promedio; bracteadas. Flores tubulares, amarillas, todas fértiles. Tubo de la corola delgado, el limbo un tanto expandido. Anteras sagitadas; aquenios estrechados en la base, pubescentes. Vilano blanco a parduzco, formado por muchas cerdas capilares, persistentes, algo desiguales. El fruto es un aquenio pardusco.

## Usos
La medicina tradicional le atribuye a la decocción de sus tallos, hojas y flores antes de abrir, propiedades como antipirético y para aliviar los brotes, la diabetes, la gastritis y la bronquitis, así como para tratar las mordeduras de serpientes. Experimentalmente se obtuvieron resultados positivos aplicando extractos de hojas, ramas y tallos en la neutralización de las hemorragias causadas por el veneno de Bothrops atrox.
Se utiliza como repelente de insectos y en la agricultura orgánica como insecticida.
La infusión de esta planta se utiliza como tónico estomacal, febrífuga y antidiarréico. En conocimiento, se ha empleado como amebicida, además contra la calentura y en el tratamiento de las diarreas, acompañadas de dolor de estómago. Se considera que combate la malaria. En cataplasma, en Venezuela lo mencionan como tratamiento contra veneno de las serpientes, de la planta fresca que se coloca sobre la herida. En maceración, se utiliza como antidiarréico.